# Manfred Vallazza
Manfred Vallazza (* 8. März 1978 in Bruneck) ist ein ladinischer Politiker der Südtiroler Volkspartei (SVP).

## Biographie
Vallazza wuchs in Wengen im Südtiroler Gadertal auf. Beruflich ist er als Angestellter des Südtiroler Bauernbunds tätig und bewirtschaftet den heimatlichen Hof Survisc. Daneben engagierte er sich ehrenamtlich in zahlreichen Gremien und Ausschüssen, unter anderem etwa als Mitglied der örtlichen Baukommission, als Schriftführer der Höfekommission und als Gebietsobmann des Bauernbunds und der Volkspartei. Bei den Landtagswahlen 2018 konnte er mit 8.021 Vorzugsstimmen auf der Liste der SVP ein Mandat für den Südtiroler Landtag und damit gleichzeitig den Regionalrat Trentino-Südtirol erringen. Am 25. Jänner 2019 wurde er zum Landtagsvizepräsidenten, am 27. Februar 2019 zum Assessor in der Regionalregierung gewählt. Bei den Landtagswahlen 2023 verpasste er mit 5.070 Vorzugsstimmen die Wiederwahl.